# Palacio de La Ferté-Saint-Aubin
El palacio de La Ferté-Saint-Aubin (en francés: Château de La Ferté-Saint-Aubin) es un château con parque-arboreto y orangerie, con una superficie de 40 hectáreas, en La Ferté-Saint-Aubin, Francia.

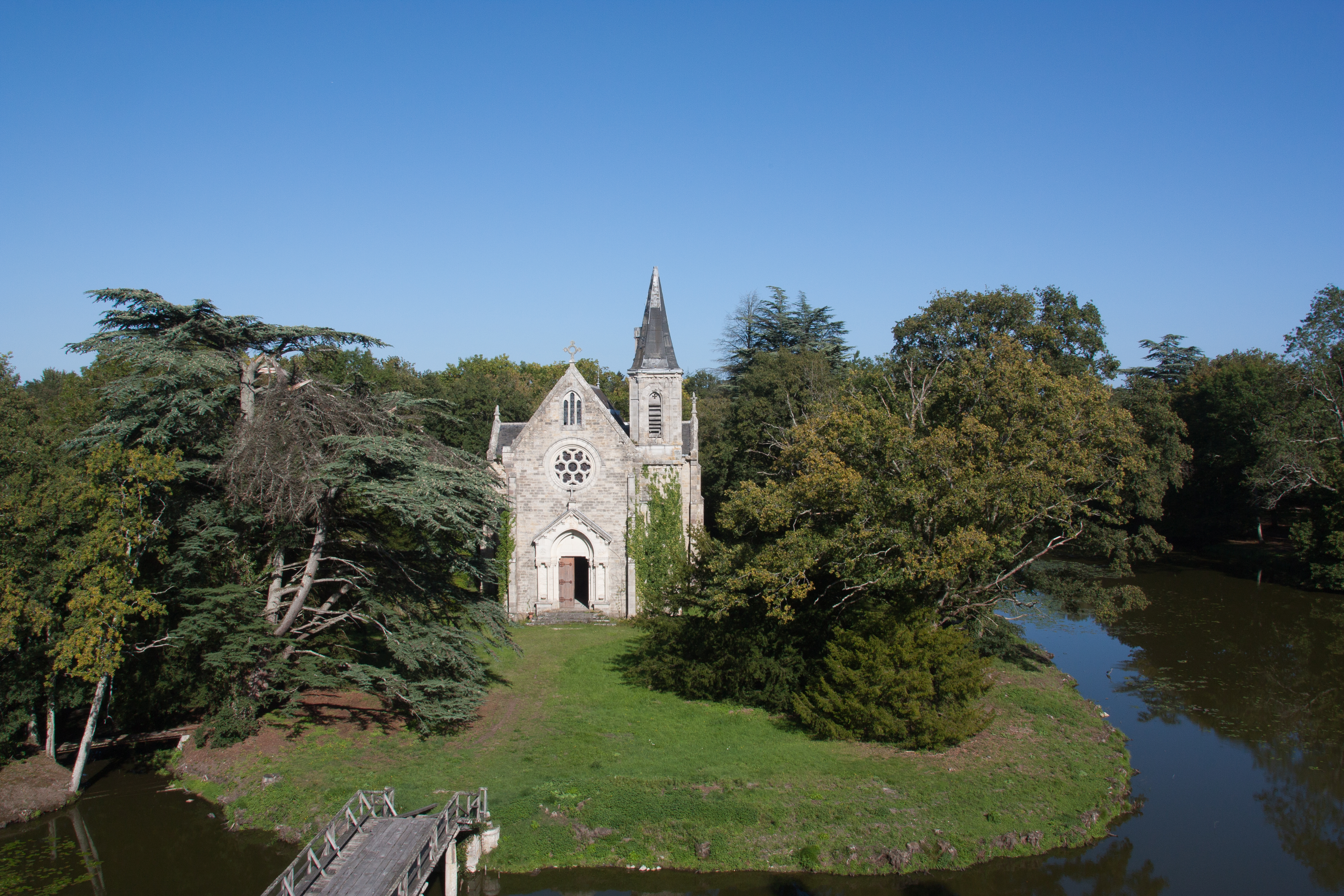
La capilla del palacio de La Ferté-Saint-Aubin.

El edificio está inscrito en los "Monuments Historiques" (Monumentos Históricos de Francia) y está catalogado en la "base Mérimée", base de bienes del patrimonio arquitectónico francés, del ministerio de Cultura de Francia,
Pertenece al conjunto cultural de castillos del Loira, pero no está dentro del «Valle del Loira entre Sully-sur-Loire y Chalonnes-sur-Loire» declarado Patrimonio de la Humanidad  en 2000.

## Localización
El "Château de La Ferté-Saint-Aubin" se encuentra a 22 km al sur de Orléans, 14 km al norte de Lamotte-Beuvron y a 38 km al noreste del château de Chambord, junto a la "route départementale 2020", en la salida norte de la comuna de La Ferté-Saint-Aubin, región natural de Sologne.
Château de La Ferté-Saint-Aubin Code Postal 45240 La Ferté-Saint-Aubin, Département Loiret, Centre-Val de Loire, France-Francia. 
Planos y vistas satelitales, 47°43′35″N 1°56′36″E / 47.72639, 1.94333
Está abierto algunos días del año y se cobra una tarifa de entrada.

## Historia
La construcción del castillo comenzó a finales del siglo XVI por orden de Henri de Saint-Nectaire según los planos del arquitecto Théodore Lefebvre. Continúan las obras bajo la administración de su hijo, Henri de La Ferté-Senneterre
El mariscal Ulrich Frédéric Woldemar Lowendal lo adquirió en 1748 y fue confiscado a su hijo durante la Revolución Francesa. François Victor Masséna, hijo del Mariscal del Imperio, compró el palacio en 1827.
Jacques Guyot adquirió el palacio en 1987 y lo abre al público para financiar las renovaciones que está efectuando.

## Actividades
En el palacio tienen lugar numerosas actividades:
- «Pâques au château»: grandes carreras de huevos para jóvenes y mayores;
- «Cuisine au château»: semana de la Toussaint, con animaciones alrededor de la gastronomía;
- las «Journées européennes du patrimoine», a finales de septiembre ;
- «Noël au château», los tres primeros fines de semana de diciembre y Navidad, decoraciones, talleres, actuaciones.

## Parque del palacio de La Ferté-Saint-Aubin
El parque de 40 hectáreas fue construido inicialmente como jardín «à la française» en 1630 y modificado en parque paisajista «à la anglaise» en 1822.
En 1992, el jardín se remodela como lo fue en el siglo XVIII. Cuenta con siete brazos de aguas, cuyas aguas las surte el río Cosson y en las que se ubican varias islas. Desde 1987 se ha reacondicionado un parque natural, la antigua casa de labranza y una "isla encantada" con decoraciones de tipo cuento de hadas para dar aliciente a las caminatas. Alberga una pérgola de carpes podados en topiaria, varios ejemplares de cipreses calvos, así como una araucaria.
Alberga también una "orangerie". Los senderos bordeados de boj y frutales, jardín de iris y grandes árboles majestuosos (tilos, cedros, hayas, fresnos, robles, carpes), etc. con el correspondiente sotobosque, donde se pueden observar narcisos, Primula elatior, Anemone ranunculoides, Scilla bifolia, ciclamenes o azafranes según las estaciones del año.

## Filmografía
- La película La Règle du jeu realizada en 1939 por Jean Renoir fue rodada en el palacio de La Ferté.